# 皮纳德蒙塔尔格劳
皮纳德蒙塔尔格劳，是西班牙瓦伦西亚自治区卡斯特利翁省的一个市镇。总面积32平方公里，总人口157人（2001年），人口密度5人/平方公里。